# Phyllonorycter phyllocytisi
Phyllonorycter phyllocytisi är en fjärilsart som först beskrevs av M. Hering 1936.  Phyllonorycter phyllocytisi ingår i släktet guldmalar, och familjen styltmalar.
Artens utbredningsområde är:
- Frankrike.
- Italien.
- Spanien.

Inga underarter finns listade i Catalogue of Life.